# Similosodus samaranus
Similosodus samaranus là một loài bọ cánh cứng trong họ Cerambycidae.